# Војвођанска зелена иницијатива
Војвођанска зелена иницијатива је удружење грађана, основано као неполитичко, непрофитно и невладино удружење чији је циљ подизање еколошке и грађанске свести о одговорности за стање животне средине и стање демократије у локалној заједници.
Пројекат „У будућност без воде” - документарни тв серијал „Зелена патрола на делу” финансира Western Balkans Fund - WBF.
Један од пројеката Војвођанске зелене иницијативе је документарни тв серијал „Професија човек”, ауторке Милице Алавање.
Удружење је чланица међународне еколошке мреже Alpe Adria Green Iternacionale - AAG.

## Мисија, визија, циљеви
- Мисија Удружења је промоција вредности одрживог развоја и здравог начина живота, затим толеранције и једнакости међу свим људима на планети.
- Визија Удружења је свет без сукоба и хармонични односи између живих бића и живих бића и неживе средине.
- Циљеви Удружења се остварују кроз: едукацију, информисање, издаваштво, акције, културне и уметничке садржаје, кампање, протесте, кампове, семинаре, туризам, хуманитарне акције, сарадњу са владиним и невладиним организацијама сличне оријентације.

## Активности
Многобројне активности Војвођанске зелене иницијативе огледају се кроз организацију различитих догађаја, кампања, пројеката:
- Еколошки кампови широм Војводине
- Еколошке кампање
- Пројекат Зелена патрола[1]
- Конкурси из разних области стваралаштва
- Еко караван кроз Војводину
- Реакције на непоштовање животне средине

## Документарни тв серијал „Зелена патрола на делу” и признања
Документарни тв серијал „Зелена патрола на делу” ауторке Руже Хелаћ снима се од 2010. године. Серијал се премијерно емитовао на ТВ Б92 инфо и ТВ Војводине, тренутно се емитује на више од 100 локалних, регионалних и страних ТВ и преводи на: енглески, шпански и мађарски језик.
До сада је снимљено више од 100 полусатних емисија. Серијал се снима у Србији и региону (Македонија, Хрватска, Словенија, Румунија, Црна Гора, БиХ, Грчка...).
- Прво место на конкурсу „Другачији од других”, у организацији СКГО, 2013.
- На конкурсу Удружења новинара Србије (УНС) Специјално признање, 2013.[2]
- 1. награду за Ружу Хелаћ, ауторку на конкурсу SENSE-2014. за истраживачко новинарство, 2014.
- 1. mесто на конкурсу фондације Славко Ћурувија „О чему Србија ћути”, 2014.
- 1. награду добила Милица Алавања на конкурсу SENSE-2015, за истраживачко новинарство, 2015.
- На конкурсу Новосадске новинарске школе за најбољег младог новинара изабрана је Милица Алавања, 2015.
- У финалу (три најбоља) за награду за Новинарску изузетност коју додељује НУНС, 2016.
- На Интернационалном конкурсу, у организацији ПНФ (Подгорица, Црна Гора) за допринос професионалном новинарству, Ружа Хелаћ освојила је Специјално признање „Миодраг Вукмановић”.
- 1. место на медијском конкурсу Регионалног центра за животну средину-REC-у програму CSOnnect, у категорији традиционалних медија, за Ружу Хелаћ, ауторку и уредницу, документарног тв серијала ”Зелена патрола на делу”, 2017.

## Признања на Фестивалима документарног филма и репортаже
- Прва награда за Највидео Онлајн рецикларница
- Специјално признање на Јахорина филм фесту
- 3. место на 18. INTERFER-у
- 1. место за хуман приступ на међународном фестивалу „Златна буклија” (Велика Плана, Србија)
- на 19. INTERFER-у треће место за друштвено одговорну репортажу
- На Срем филм фесту Диплому за ТВ израз
- Специјално признање на International Wildlife & Environment Film Festivalu, (Калкута, Индија)
- 1. награда за ангажован ТВ приступ еколошком и животном проблему на Фестивалу „Златна букља”(Велика Плана, Србија)
- Друго место на  2016. (Даниловград, Црна Гора)
- 1. место на  2016. (Будимпешта, Мађарска)
- 2. место на Calcutta International Cult Film Festival, (Калкута, Индија)
- Специјално признање на 22. International festival of local televisions, (Кошице, Словачка)
- Документарни тв серијал „Зелена патрола на делу” номинован је за најбољи серијал у категорији: Интернационални серијал: на CMS VATAVARAN - 9. Међународни филмски фестивал и форум за животну средину и дивље животиње (Њу Делхи, Индија), 2017.
- 1. награда за најбољи српски документарни филм на Интернационалном филм фесту (Београд, Србија), 2017. ауторки, Милици Алавањи.
- Специјално признање „Будно око”, за документарни тв серијал „Зелена патрола на делу”, на Green Montenegro International Film Fest.(Будва, Црна Гора), 2017.
- 1. награда „Златна буклија”, за колективни рад у избору еколошких садржаја, Војвођанској зеленој иницијативи: Милици Алавањи за филм „Крчединска ада – Тамо где је време стало” и Ружи Хелаћ за филм „Темска - Ми смо закон”, 2018.

## Остала признања
- Најбоља организација цивилног друштва у Србији за 2010. годину, 2011. на 2. ЦРС Форуму и 3. сајам непрофитних иницијатива, у организацији Форума пословних лидера
- Диплома на конкурсу Моје зелено дело, 2011, Покрајински секретаријат за заштиту животне средине и одрживи развој
- Прва награда на конкурсу највидео Онлајн рецикларница, 2012., од мреже еколошких организација Зелена иницијатива
- међународни фестивал еколошког и археолошког филма из Ниша био је у знаку стваралаштва Војвођанске зелене иницијативе, 2012.
- Учешће документарног тв серијала „Зелена патрола на делу” у званичном програму 7. европски еколошки фестивал. Карџали, Бугарска, 2012—2013.
- Специјално признање на ЈАХОРИНА ФИЛМ ФЕСТУ, Босна и Херцеговина, за документарни филм „Кроз црно бели свет зелене Фрушке горе”, 2013.

на 18. INTERFER-у 3. место за емисију „Да ли су деца безбедна у школском дворишту”, 2013.
- Учешће с документарним филмом „Имам сан-један дан са Етелом Мерк” у званичном програму 8. европски еколошки фестивал. Карџали, Бугарска, 2013.
- Прво место на медијском конкурсу „Другачији од других”, у организацији СКГО, у области извешавања из заштите животне средине, 2013.
- На медијском конкурсу Удружења новинара Србије Специјално признање за документарни тв серијал „Зелена патрола на делу”, 2013.
- Документарни филм „Имам сан-један дан са Етелом Мерк” учествовао је у званичној конкуренцији, на XVIII интернационалном фестивалу Бар 2013, Црна Гора
- На медијском конкурсу SENSE у организацији РЕЦ-а за истраживачко новинарство серијал „Зелена патрола на делу” је освојио 1. место и финансијску награду од 5.000 евра, 2014.
- На медијском конкурсу фондације Славко Ћурувија „О чему Србија ћути” један од 6 равноправно награђених учесника.
- На међународном фестивалу документарног филма „Златна буклија” у Великој Плани признање за филм „Имам сан-један дан са Етелом Мерк”, 2014.
- На Међународном филмском фестивалу солидарности у Барселони у званичној конкуренцији фестивала приказана је емисија „Караш-Кад на врби роди грожђе”, 2014.
- На 19. INTERFER-у 2014, треће место у категорији друштвено одговорна репортажа, приказана је емисија „Караш - кад на врби роди грожђе”, 2014.
- На 2. СРЕМ ФИЛМ ФЕСТУ, у званичној конкуренцији приказана је емисија „Сурдук-Један човек ради, цело село трпи”, 2014.
- На једном од најзначајнијих фестивала у Колумбији, Међународни филмски фестивал у Виллавиценцио приказана је емисија „Караш-кад на врби роди грожђе” у званичној конкуренцији, 2014.
- На међународном фестивалу документарног филма „Златна буклија” у Великој Плани признање за филм „Караш - Кад на врби роди грожђе” и кратки филм „Никад више нећу ићи овом улицом”, 2015.
- На  фестивалу религијског, еколошког и туристичког филма емисија „Пријепоље-река живота смрт са собом носи” у званичној конкуренцији за награде, 2015.